# 克里比
克里比是非洲中西部國家喀麥隆的港口，由南部省負責管轄，位於該國東面畿內亞灣沿岸，距離該國最大城市和港口杜阿拉約150公里，每年平均降雨量2,870毫米，2007年人口55,401。

## 外部連結
- Location of Kribi At Google Maps

02°56′06″N 09°54′36″E / 2.93500°N 9.91000°E